# Velika Branjska
Velika Branjska je naselje u Hrvatskoj u sastavu općine Sokolovca. Nalazi se u Koprivničko-križevačkoj županiji. 

## Zemljopis
Sjeverozapadno su Mali Poganac, Lepavina i Donjara, sjeverno su Mali Grabičani, sjeveroistočno su Mala Branjska, Sokolovac i Miličani, istočno su Srijem i Mala Mučna, jugoistočno su Široko Selo, Ladislav Sokolovački i Trnovac Sokolovački, jugozapadno su Velike Sesvete i Male Sesvete, zapadno je Carevdar.

## Stanovništvo
| broj stanovnika |       |       |       | 81    | 106   | 127   | 120   | 132   | 105   | 100   | 101   | 71    | 60    | 46    | 64    | 31    | 25    |
|                 | 1857. | 1869. | 1880. | 1890. | 1900. | 1910. | 1921. | 1931. | 1948. | 1953. | 1961. | 1971. | 1981. | 1991. | 2001. | 2011. | 2021. |